# Uwe Boll
Pour les articles homonymes, voir Boll.
Uwe Boll, né le 22 juin 1965 à Wermelskirchen en Allemagne, est un réalisateur, scénariste, producteur et restaurateur allemand,.
Il s'est fait connaître dans les années 2000 pour ses adaptations de franchises de jeux vidéo,, qui ont pour la plupart été des échecs critiques et commerciaux. Son film Alone in the Dark (2005), notamment, est cité par la critique comme l'un des pires films jamais réalisés. Les projets ultérieurs de Boll, sortis dans les années 2010, ont été pour la plupart été commercialisés directement en vidéo, sans diffusion au cinéma. Ses films sont financés par ses sociétés de production Boll KG et Event Film Productions.

## Biographie

### Enfance et formation
Uwe Boll est né à Wermelskirchen et a étudié à l'Université de Cologne. Il est titulaire d'un doctorat en littérature; en 1994, il a publié une thèse à l'Université de Siegen.
Boll a décidé de se lancer dans le cinéma à l'âge de dix ans après avoir vu Les Révoltés du Bounty avec Marlon Brando,.

### Vie privée
Boll a notamment vécu à Vancouver. Bien qu'il ait vécu au Canada pendant de nombreuses années, il conserve sa nationalité allemande. Il a épousé la productrice de cinéma canadienne Natalia Tudge en 2014,. Ensemble, ils ont un fils et un beau-fils.

### Carrière
Les deux premières sorties majeures de Boll furent le film d'horreur Blackwoods et le drame Heart of America, qu'il a tous deux réalisé et co-écrit.
Il est devenu célèbre pour avoir librement adapté des jeux vidéo au cinéma, ayant réalisé et produit un certain nombre d'adaptations de ce type, notamment House of the Dead, Alone in the Dark, Alone in the Dark 2, BloodRayne, BloodRayne 2: Deliverance, BloodRayne: The Third Reich, King Rising, au nom du roi, King Rising 2, les deux mondes, King Rising 3, Postal et Far Cry. L'insuccès critique de ses films aurait normalement pu ralentir sa carrière de réalisateur. Ce ne fut pas le cas grâce au système de financement allemand. Il l’explique dans son livre Comment faire du cinéma en Allemagne, se comparant à l’occasion à David Lynch ou à Martin Scorsese, alors qu'il est plus souvent qualifié de « nouvel Ed Wood », et que la presse américaine l'a surnommé master of error.
Il se fait remarquer en septembre 2006 en défiant ses détracteurs et critiques aussi bien amateurs que professionnels à la boxe. Uwe Boll n’ayant pas signalé son ancienne carrière de boxeur, il remporte le défi et déclare : « Un poing dans la gueule, c’est le meilleur moyen d’aimer mes films ! » Une pétition sur internet ayant obtenu plus de trois cent mille signatures a été lancée pour le supplier d’arrêter le cinéma,. Pourtant Boll continue d’adopter une attitude provocante en déclarant par exemple, en 2007, que « Postal est meilleur que tous les films présentés au Festival de Cannes cette année. Mais quelle que soit la bouse qu’ils aient tournée, ce sont toujours les mêmes réalisateurs qui sont invités. »
Dans le générique d'ouverture de Seed, Boll a utilisé des images de maltraitance et de torture animales qu'il a acquises auprès de PETA pour souligner le nihilisme du film . Il a également promis de reverser 2,5 % de ses bénéfices nets de Seed à PETA.
Uwe Boll est chargé de l’adaptation du jeu vidéo Far Cry pour l’année 2007, le tournage est prévu au Canada et un rôle a été mis aux enchères sur Internet.
Uwe Boll a également proposé à la société Blizzard Entertainment d’acheter leurs droits sur un film traitant de l’univers Warcraft, qui aurait refusé l'offre,.
En septembre 2010, une bande-annonce du film de Boll, intitulé Auschwitz, sur le camp de concentration du même nom, a été publiée sur YouTube. La bande-annonce, dans laquelle Boll apparaît en tant que garde SS de chambre à gaz, contient des scènes explicites de brutalité et de meurtre de détenus des camps de concentration. Boll aurait déclaré que des films comme La Liste de Schindler « n'avaient plus la capacité d'atteindre les jeunes et qu'il était de son devoir en tant qu'Allemand de faire ce film comme un moyen de se confronter au passé ».
En 2010, Boll a fait l'objet d'un film documentaire intitulé Raging Boll , réalisé par Dan West, qui a été présenté en première au Festival du film d'Austin en octobre 2010.
Boll est apparu dans le jeu vidéo Postal III de 2011.
En 2011, Boll a sorti Blubberella , une approche satirique des films de super-héros et une critique du MCU de Marvel. Boll a déclaré : « ... mes critiques du MCU dans le passé pourraient être considérées comme faisant partie de mon approche satirique plutôt que comme une position personnelle sur l'ensemble du concept d'univers cinématographique ».
En mars 2012, il a été annoncé qu'il avait terminé la réalisation d'une courte histoire d'horreur pour le film d'anthologie The Profane Exhibit . L'histoire, inspirée de Josef Fritzl , se concentre sur des parents qui ont une fille enfermée dans une pièce, où ils peuvent participer à des actes immoraux contre elle.
Boll avait prévu un quatrième volet de la franchise BloodRayne dans un cadre contemporain où elle tenterait de vivre une vie normale. Natassia Malthe devait revenir et devait être vaguement basée sur le jeu vidéo BloodRayne 2.
En août 2013, Boll a annoncé son intention de produire une suite à Postal en s'appuyant sur une campagne Kickstarter de 500 000 $,.  La campagne a cependant été annulée le 5 octobre 2013.

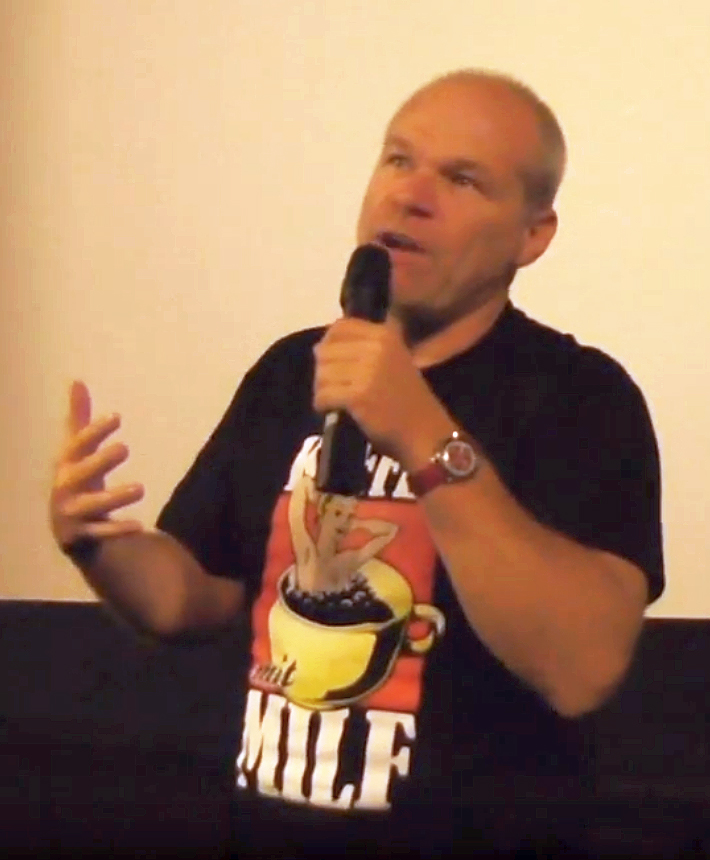
Boll lors de la présentation de son film Rampage 3 : President Down

 En octobre 2016, lors d'une interview avec l'édition torontoise de Metro, Boll a annoncé sa retraite du cinéma, citant principalement le déclin des ventes de DVD et de Blu-ray, notant qu'il a dû utiliser son propre argent pour financer son travail depuis 2005,,. Il ne faisait d'ailleurs plus de film à gros budget destiné au cinéma depuis l'échec commercial et critique de son film King Rising, au nom du roi.
En 2017, il a continué à travailler comme producteur de films,. En février 2018, il a révélé dans son vlog qu'il avait l'intention de revenir au cinéma et a envoyé des propositions à Netflix. Cependant, il ne veut plus financer ses projets.
En novembre 2018, Boll a fait l'objet d'un deuxième film documentaire intitulé Fuck You All: The Uwe Boll Story, réalisé par Sean Patrick Shaul et produit par Prairie Coast Films , qui a été présenté en première au Festival du film de Whistler 2018,. Le film offre un aperçu du parcours cinématographique de Boll, capturant les points de vue de ceux qui ont collaboré avec lui,.
En octobre 2020, Boll a décidé de se remettre au cinéma et a annoncé que Germany in Winter était son prochain projet en développement.
En 2022, Boll a annoncé qu'il réaliserait et produirait Ness, qui suit la dernière partie de la carrière d' Eliot Ness, et un thriller d'action intitulé 12 Hours,.
En février 2023, Variety a rapporté que Boll dirigerait et produirait le drame policier intitulé First Shift avec Kristen Renton et Gino Anthony Pesi dans les rôles principaux,  suivant le parcours de deux officiers contrastés du NYPD lors de leur premier jour en tant que collègues,,. Lors de la post-production de First Shift, Boll a travaillé avec Ethan Maniquis, aux côtés du producteur exécutif Michael Roesch. En octobre, Quiver Distribution a repris le drame policier First Shift d'Uwe Boll pour les États-Unis, le Canada et certains territoires internationaux.
Uwe Boll apparaît dans son propre rôle dans le film roumain de 2023 N'attendez pas trop de la fin du monde .

### Activités de restauration
Après avoir pris sa retraite du cinéma, Boll s'est lancé dans la restauration. Son désir de devenir restaurateur est né de son amour pour la gastronomie,. Il affirme avoir visité 120 restaurants étoilés Michelin en l'espace de 10 ans,  et a réalisé une courte série vidéo de critiques de restaurants,.
En 2015, Boll a ouvert le restaurant Bauhaus à Vancouver,  après avoir constaté un manque de cuisine allemande dans la ville,. Il a embauché Stefan Hartmann comme chef exécutif, qui a obtenu une étoile Michelin pour son propre restaurant Hartmanns à Berlin,. Hartmann a démissionné du Bauhaus en avril 2017,  pour être remplacé par les chefs David Mueller et Tim Schulte,.
Le Bauhaus a reçu des critiques positives de la part des critiques gastronomiques locaux et internationaux,,,,. Le restaurant s'est classé 37e sur la liste 2016 des 100 meilleurs restaurants du Canada,. Il est également répertorié dans la série Discovery des 50 meilleurs restaurants du monde en 2017, étant l'un des trois seuls restaurants canadiens à y figurer,.
Début 2018, Boll et sa femme Natalie ont formé le groupe Bauhaus pour développer leurs activités. Le groupe a acquis le pub Blenheim à Vancouver, le transformant d'un bar sportif en un restaurant familial. Le restaurant a fermé en raison de la pandémie de COVID-19. Ils ont également annoncé leur intention d'ouvrir un deuxième restaurant Bauhaus à Toronto au début de 2019.  Un troisième emplacement en Chine est également prévu, qui sera ouvert dans l' archipel artificiel d'Ocean Flower Island et dirigé par deux chefs européens étoilés au guide Michelin,,.
En 2020, son restaurant a remporté un prix d'or pour le meilleur restaurant européen aux Vancouver Magazine Awards 2020.

## Image publique

### Résultats commerciaux
Les films de Boll ont souvent eu de mauvais résultats au box-office aux États-Unis et dans le monde. House of the Dead, dont le budget était de 12 millions de dollars, a rapporté 5,73 millions de dollars lors de son premier week-end, Alone in the Dark, dont le budget était de 20 millions de dollars, a rapporté 5,1 millions de dollars, et BloodRayne, dont le budget était de 25 millions de dollars, a rapporté 2,42 millions de dollars.
Boll a été critiqué en 2005 pour sa méthode de financement, attribuée à une faille dans les lois fiscales allemandes qui a finalement été comblée en 2006. Dans le commentaire du DVD de Alone in the Dark, Boll explique comment il finançait ses films : « […] la raison pour laquelle je suis capable de faire ce genre de films est que j'ai un fonds d'abri fiscal en Allemagne, et si vous investissez dans un film en Allemagne, vous récupérez en gros cinquante pour cent de l'argent du gouvernement »,.
Les films réalisés par Uwe Boll ont généré 41,3 millions de dollars dans le monde.

### Réputation

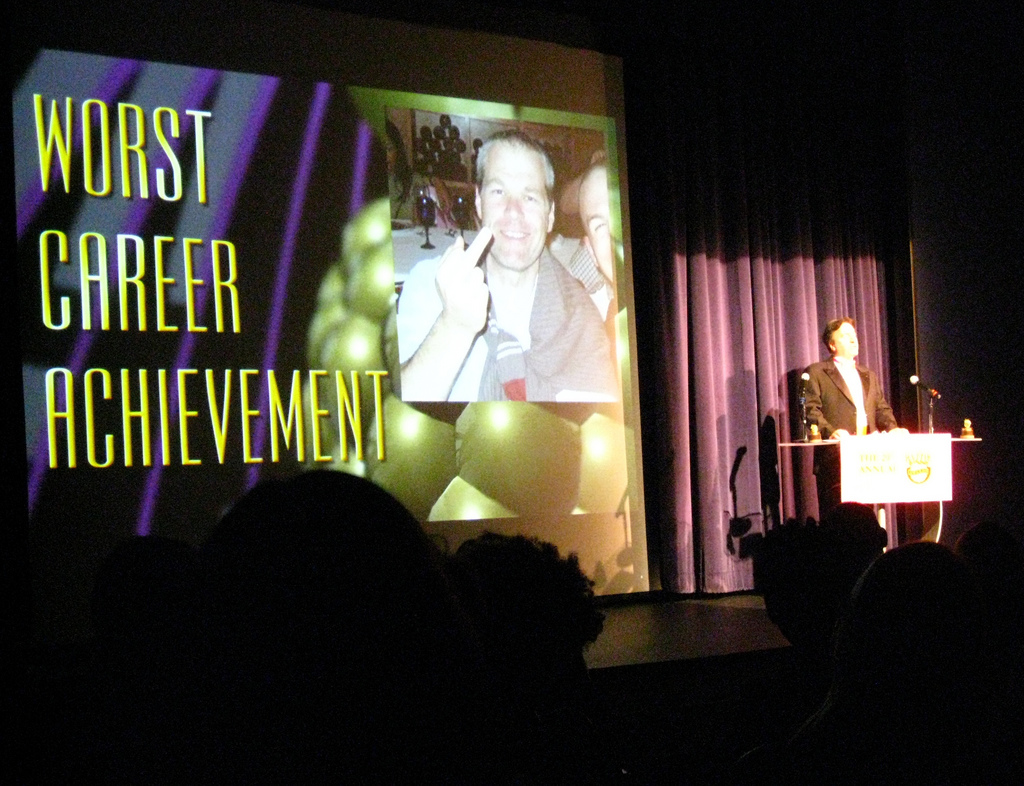
Boll reçoit le Razzie Awards 2009 pour la pire réussite de sa carrière

En septembre 2023, House of the Dead (pour lequel le « Golden Movie Retriever » de VideoHound a décrit Boll comme une « catastrophe cinématographique »)  et Alone in the Dark figurent sur la liste des « 100 pires films » d' IMDb. Dans une critique d'Alone in the Dark, Rob Vaux déclare que le film fait que les autres « mauvais » réalisateurs de films se sentent mieux en comparaison : « "Ce n'est pas grave", se diront-ils, "je n'ai pas fait Alone in the Dark " ». Un autre critique a écrit qu'Alone in the Dark était « si mal construit, si horriblement joué et si mal cousu qu'il n'est même pas au niveau d'un film directement sur DVD ». Un critique l'a surnommé le « Jonas Brothers des réalisateurs de cinéma ».
Après que Boll ait été associé à une éventuelle adaptation cinématographique de la franchise Metal Gear, le créateur de la série, Hideo Kojima, a répondu : « Il est impossible que nous fassions un jour un film avec lui ». Boll a également fait une offre pour réaliser une adaptation de la série de jeux vidéo Warcraft , mais a été repoussé par les propriétaires de la franchise, Blizzard Entertainment, qui a déclaré : « Nous ne vendrons pas les droits du film, pas à vous… surtout pas à vous ». Boll a commenté : « Parce que c'est un tel succès de jeu en ligne, peut-être qu'un mauvais film détruirait ce revenu continu, ce que l'entreprise a avec lui ».
Blair Erickson, scénariste d'un traitement pour Alone in the Dark, a écrit un compte-rendu critique de son expérience de travail avec Boll, dans lequel Erickson prétend que Boll a volé des idées de films précédents et a voulu ajouter des éléments à l'histoire qui n'étaient pas fidèles au ton du matériel source. Boll a choisi de ne pas utiliser le script d'Erickson, invoquant des raisons telles que le fait qu'il n'y avait « pas assez de poursuites en voiture ».
Boll a imputé les piètres performances en salles de ses premières adaptations de jeux vidéo à sa société de distribution, Romar, et a intenté une action en justice contre eux. Les films de Boll antérieurs à la sortie de House of the Dead ont été reçus plus positivement. Le New York Times , par exemple, a donné une critique positive à Blackwoods, bien que la plupart des réactions au film aient été négatives.
Boll a reçu le prix de la « pire réussite en carrière » lors de la 29e cérémonie des Razzie Awards le 21 février 2009 pour King Rising, au nom du roi, The Last Squad et Postal. Il est nommé aux Razzies trois fois au total.
En septembre 2010, Darfur a remporté le prix du meilleur film international au Festival international du film et de la vidéo indépendants de New York,.

### Réponse aux critiques
Dans le commentaire du DVD Alone in the Dark, il répond aux critiques selon lesquelles ses adaptations apportent des changements significatifs à l'intrigue et au style du matériel source : « Les fans sont toujours complètement dérangés et je comprends que le fan d'un jeu vidéo ait ses propres objectifs en tête et ses idées sur ce qu'est un bon film et ce qu'est un mauvais film ». En faisant référence à House of the Dead (pour lequel le « Golden Movie , Boll a déclaré : « Je pense que j'ai fait un film House of the Dead parfait , car il montre vraiment comment est le jeu. C'est très amusant, c'est de l'action à outrance ».  Boll est particulièrement critique envers ses détracteurs sur Internet. En faisant référence à deux critiques de Ain't It Cool News qui ont critiqué négativement son travail, Boll a déclaré : « Harry (Knowles) et Quint (Eric Vespe) sont des attardés ». Boll a plus tard affirmé que Knowles était « joué » par des studios de cinéma qui « lui léchaient le cul » avec des visites de plateau et des offres factices pour produire des films à gros budget et a suggéré à Knowles que la raison pour laquelle il ne l'aimait pas était parce que « je n'ai jamais léché ton cul, Harry ».
Boll critique également les sociétés de jeux vidéo elles-mêmes pour ne pas avoir apporté de soutien à la production après la vente des droits cinématographiques. Il cite la promotion croisée et le soutien dont bénéficient les propriétés basées sur des bandes dessinées adaptées au grand écran, alors que les sociétés de jeux vidéo « vendent souvent la licence et l'oublient ensuite ».  Il soutient que c'est la raison pour laquelle les adaptations de jeux vidéo ne sont pas bien accueillies par les critiques et le public.
En 2007, lorsque le magazine Wired publie une critique négative du film Postal, Boll leur répond par un email chargé d'insultes. Boll a déclaré que cet e-mail de colère n'a pas été déclenché par la critique, mais parce que le rédacteur en chef de Wired a dit à Boll en personne qu'ils avaient adoré le film et ont ensuite publié une critique négative.
Bien que ses œuvres aient souvent été accueillies avec dédain par la critique, Boll souligne que ces projets étaient financièrement viables, notamment en termes de ventes de vidéos à domicile. Il souligne que ses films, bien que de petit budget comparés aux blockbusters des studios, récupéraient souvent leurs coûts et même plus, même s'ils n'éblouissaient pas au box-office. Par exemple, « House of the Dead », qui avait un budget de production de 7 millions de dollars, a récolté 11 millions de dollars au box-office et 28 millions de dollars supplémentaires grâce aux vidéos à domicile. Il a également déclaré que son film « BloodRayne » a donné plus de visibilité au jeu.
En 2023, en réponse aux critiques, Uwe Boll a souligné l'importance de comprendre le matériel source des jeux vidéo pour les adaptations cinématographiques et a réfléchi à la nécessité d'un meilleur développement de scénario et d'une meilleure collaboration avec les développeurs de jeux.

### Combats de boxe de critique – «Raging Boll»
Boll a fait les gros titres en défiant ses critiques de « se taire ou de se lever ». En juin 2006, sa société de production a publié un communiqué de presse indiquant que Boll défierait chacun de ses cinq critiques les plus sévères à un match de boxe de 10 rounds. Les invitations étaient également ouvertes aux réalisateurs de cinéma Quentin Tarantino et Roger Avary. Pour être éligibles, les critiques devaient avoir écrit deux critiques extrêmement négatives de Boll, sur papier ou sur le Web. En 2005, des images des combats devaient être incluses sur le DVD de son prochain film Postal. Le 20 juin 2006, Rich « Lowtax » Kyanka a déclaré sur Something Awful qu'il avait été invité par Boll à être le premier concurrent, après que Kyanka ait critiqué Alone in the Dark. Le site de jeu en ligne GoldenPalace.com a décidé de sponsoriser cet événement, le surnommant « Raging Boll » (un jeu de mots sur le film de Martin Scorsese de 1980 Raging Bull). Un lot a été établi fin août 2006, avec Kyanka, Chris Alexander, journaliste au magazine Rue Morgue, le webmaster de Cinecutre Carlos Palencia Jimenez-Arguello, le journaliste d'Ain't it Cool News Jeff Sneider et Chance Minter, boxeur amateur et critique de site Internet,. Boll a combattu et gagné contre les cinq participants. Le premier match a eu lieu le 5 septembre 2006 à Estepona, en Espagne, contre Carlos Palencia. Les autres se sont affrontés le 23 septembre 2006, à la Plaza of Nations à Vancouver, au Canada.
Après avoir perdu son combat, Kyanka a porté plusieurs accusations contre Boll, notamment celle selon laquelle Boll aurait refusé de combattre contre Chance Minter, un boxeur amateur expérimenté. Cependant, Boll a combattu Minter comme quatrième adversaire. Il a également allégué que Boll les avait induits en erreur en prétendant qu'il s'agissait d'un coup de pub alors qu'il avait en réalité l'intention de les combattre, et que Boll avait déclaré que les participants s'entraîneraient avant le combat, ce qu'aucun n'a fait.
Kyanka a ajouté dans une interview d'après-match que « la moitié d'entre nous (les prétendants) n'avait même pas vu ses films ». Sneider a partagé des sentiments similaires, déclarant « Je pense que c'est un imbécile. C'est peut-être une question de relations publiques, mais je ne veux pas continuer à me faire frapper à la tête ». Boll a nié ces affirmations dans une interview, déclarant qu'il avait donné trois mois à ses adversaires pour se préparer.
D'autres candidats ont réagi de manière moins négative. Alexander, dans un article du Toronto Star, raconte avoir été invité à la maison de plage de Boll le lendemain, où Boll lui a demandé les raisons de ses critiques négatives. Alexander a carrément dit à Boll que ses films étaient « des tentatives gonflées, coûteuses et incohérentes de copier les films de genre américains, avec certains des choix de casting les plus stupides du cinéma ». Il a également déclaré que Boll était un « voyou fou, impitoyable et d'une honnêteté choquante, quelqu'un qui adore absolument le cinéma, connaît son histoire et vit vraiment pour ce qu'il fait ».
Alexander a qualifié l'événement de « coup de pub le plus bizarre et le plus bizarre auquel j'ai jamais participé ». Minter a également fait l'éloge de ce qu'il avait vu de la production à venir de Boll connue sous le nom de Seed. Boll a fait l'éloge des concurrents lors d'une conférence de presse après le combat, déclarant : « J'aime maintenant les critiques... Tous ceux qui étaient sur le ring ont montré du cran. Personne n'a plongé ».
Les combats de boxe sont évoqués dans le long métrage de Radu Jude, Don't Expect Too Much from the End of the World , sorti en 2023. Boll apparaît dans un caméo où il est lui-même réalisateur d'un film d'horreur de science-fiction et entame une conversation avec le personnage principal du film, une coureuse, Ilinca Manolache.

### Pétition pour son départ à la retraite
En avril 2008, The Guardian a publié un article affirmant que Boll avait promis de prendre sa retraite si une pétition en ligne sur PetitionOnline.com lui demandant de le faire recevait 1 000 000 de signatures.  Une pétition a ensuite été lancée sur le site en réponse, avec l'objectif de 1 000 000 de signatures.
Le 7 mai 2008, les fabricants de chewing-gum Stride ont annoncé qu'ils donneraient à chaque signataire un coupon numérique pour un paquet de chewing-gum si la pétition obtenait le million de signatures requis avant le 14 mai 2008. Ce délai est finalement passé sans que la pétition n'atteigne le million de signatures.

Dans une interview ultérieure avec Mike Gencarelli du site Web Movie Mikes le 22 mars 2010, Boll a déclaré qu'il ne prendrait pas sa retraite si la pétition recevait un million de signatures, commentant :
Je ne pense pas que ce soit le cas, cela fait trop longtemps. S'ils avaient atteint le million en deux mois, ils auraient eu quelque chose. Ils ont même été sponsorisés par cette usine de chewing-gum. J'ai eu l'impression que trois ans plus tard, oubliez ça. J'ai aussi eu l'impression que les gens avaient signé la pétition à de nombreuses reprises, donc il n'y a probablement que 150 000 personnes qui l'ont réellement signée. 
La pétition elle-même n'a pas réussi à atteindre le million de signatures au moment de la fermeture de PetitionOnline le 30 septembre 2014, atteignant un pic d'environ 353 835 signatures.
Dans le cadre d'un coup de pub pour Postal, Boll a publié une vidéo affirmant qu'il est « le seul génie de toute cette putain d'industrie du cinéma » et que d'autres réalisateurs comme Michael Bay et Eli Roth sont des « putains d'attardés ».  Il a promis que son film Postal serait « bien meilleur que toutes ces conneries de critique sociale de George Clooney que vous recevez chaque putain de week-end ». En réponse à une pétition en ligne « Anti-Uwe Boll », Boll a également exprimé l'espoir que quelqu'un lance une pétition Pro-Uwe Boll, qui, selon lui, atteindrait un million de signatures. Au 22 juillet 2012, la pétition pro-Uwe Boll avec le plus de signatures est le sondage Long Live Uwe Boll avec un total de 7 631 signatures.
Bay a répondu au commentaire sur les « putains d'attardés » en qualifiant Boll d'« être triste » et a déclaré qu'il ne se souciait « pas le moins du monde » de la remarque, tandis que Roth a décrit facétieusement les commentaires de Boll comme le « plus grand compliment jamais vu ». Boll a noté plus tard que les commentaires étaient destinés à peindre une image générique d'Hollywood, et qu'il n'avait rien contre les personnes mentionnées.
Boll est ensuite apparu dans l'épisode du jeudi 10 avril de l'émission Attack of the Show de G4 , où il a été interviewé nu au sujet de sa réplique controversée en ligne. Dans l'interview, il a déclaré (à propos de Michael Bay et Eli Roth répondant à ses critiques) que Roth « a le sens de l'humour » et que Bay « n'a aucun sens de l'humour ». Il a également déclaré en plaisantant qu'il pensait que sa prochaine adaptation de Postal (du jeu vidéo du même nom ) pourrait battre Indiana Jones et le Royaume du Crâne de Cristal au box-office.
En 2023, Boll a répondu que parmi tous les films de jeux vidéo sur lesquels il a travaillé, «Postal occupe une place particulière dans mon cœur ». Le film se démarque pour Boll en raison de la liberté créative dont il a fait l'expérience, de la capacité à se plonger profondément dans la satire et le commentaire, et de la camaraderie partagée avec le casting et l'équipe,.

Le 27 avril 2008, Boll a répondu au commentaire de Bay selon lequel il « ne se soucie pas de Boll ». « Pour prouver qui est le meilleur réalisateur », Boll a proposé de défier Bay à un match de boxe au Mandalay Bay à Las Vegas. Si Bay acceptait, le match durerait 12 rounds et aurait lieu en septembre.  En réponse à l'offre de Boll, Bay a de nouveau publié une déclaration, disant cette fois :
Je n'avais jamais entendu son nom jusqu'à la semaine dernière, quand il a proféré des menaces et des diatribes. Ce type est un putain d'idiot, il me menace, Clooney, Eli Roth, il dit qu'il a un doctorat, mais il utilise le mot "attardé" dans son vocabulaire, allez. Quand vous regardez ses vidéos, ce qui est intéressant, ce sont les arrière-plans. Je suppose que ses bureaux à bas prix, avec des machines 3/4 vieilles de 15 ans, des ordinateurs archaïques, ce n'est qu'un imbécile qui essaie d'obtenir un peu de célébrité alors qu'il n'en a pas, donc il doit faire des diatribes de colère de qualité médiocre sur YouTube. Ce type veut juste attirer l'attention parce qu'il ne peut en obtenir pour les soi-disant films qu'il fait. Rien de plus triste quand il a fait sa projection à Los Angeles dans une salle de cinéma à moitié vide.
Le 7 juin 2015, Boll a publié une vidéo sur son compte YouTube intitulée « fuck you all », ciblant ceux qui n'ont pas financé son dernier film, alors provisoirement intitulé Rampage 3 , sur Kickstarter car il n'a pas réussi à réunir suffisamment de fonds. La vidéo est rapidement devenue populaire et a été vue plus de 1,9 million de fois en juin 2021,.
Le 20 octobre 2016, dans une interview accordée à l'édition torontoise de Metro , Boll a annoncé que Rampage: President Down , sorti un mois plus tôt en septembre 2016, était son dernier film, évoquant des échecs du marché et des difficultés de financement. Dans le générique de fin du film, on peut voir Boll incliner son chapeau et s'éloigner de la caméra. Malgré cela, il a continué à réaliser des films.

## Filmographie
| Année | Titre                                                                      | Réalisateur | Scénariste | Producteur |
| ----- | -------------------------------------------------------------------------- | ----------- | ---------- | ---------- |
| 1992  | German Fried Movie, vidéofilm                                              | ✔️          | ✔️         |            |
| 1993  | Barschel - Mord in Genf ?                                                  | ✔️          | ✔️         | ✔️         |
| 1994  | Amoklauf                                                                   | ✔️          | ✔️         | ✔️         |
| 1997  | Das Erste Semester                                                         | ✔️          | ✔️         | ✔️         |
| 1999  | Fake - Die Fälschung                                                       |             |            | ✔️         |
| 2000  | L'Amour, l'Argent, l'Amour                                                 |             |            | ✔️         |
| 2000  | Fíaskó                                                                     |             |            | ✔️         |
| 2000  | Sanctimony                                                                 | ✔️          | ✔️         | ✔️         |
| 2001  | Les Anges ne dorment pas (Angels Don't Sleep Here)                         |             |            | ✔️         |
| 2002  | Blackwoods                                                                 | ✔️          | ✔️         | ✔️         |
| 2002  | Heart of America                                                           | ✔️          | ✔️         | ✔️         |
| 2003  | House of the Dead                                                          | ✔️          |            | ✔️         |
| 2005  | Alone in the Dark                                                          | ✔️          |            | ✔️         |
| 2005  | BloodRayne                                                                 | ✔️          |            | ✔️         |
| 2007  | King Rising, au nom du roi (In the Name of the King: A Dungeon Siege Tale) | ✔️          |            | ✔️         |
| 2007  | Seed                                                                       | ✔️          | ✔️         | ✔️         |
| 2007  | Postal                                                                     | ✔️          | ✔️         | ✔️         |
| 2007  | BloodRayne 2: Deliverance, vidéofilm                                       | ✔️          |            | ✔️         |
| 2008  | Far Cry                                                                    | ✔️          |            | ✔️         |
| 2008  | The Last Squad, vidéofilm                                                  | ✔️          | ✔️         | ✔️         |
| 2008  | Alone in the Dark 2, vidéofilm                                             |             |            | ✔️         |
| 2009  | Stoic                                                                      | ✔️          |            | ✔️         |
| 2009  | Rampage                                                                    | ✔️          | ✔️         |            |
| 2009  | Darfur                                                                     | ✔️          | ✔️         | ✔️         |
| 2010  | The Final Storm                                                            | ✔️          |            | ✔️         |
| 2010  | Max Schmeling                                                              | ✔️          |            | ✔️         |
| 2011  | Auschwitz                                                                  | ✔️          | ✔️         | ✔️         |
| 2011  | Blubberella                                                                | ✔️          | ✔️         | ✔️         |
| 2011  | Blood Reich                                                                | ✔️          |            | ✔️         |
| 2011  | King Rising 2, les deux mondes                                             |             |            | ✔️         |
| 2013  | Zombie Massacre                                                            | ✔️          | ✔️         | ✔️         |
| 2013  | Assault on Wall Street                                                     | ✔️          |            | ✔️         |
| 2013  | The Profane Exhibit (segment Basement)                                     | ✔️          |            | ✔️         |
| 2013  | La Malédiction de la pyramide                                              |             |            | ✔️         |
| 2013  | Dragon Dog, court-métrage                                                  |             |            | ✔️         |
| 2013  | Legend of the Red Reaper                                                   |             |            | ✔️         |
| 2013  | Suddenly                                                                   | ✔️          |            | ✔️         |
| 2014  | Blood Valley: Seed's Revenge                                               |             |            | ✔️         |
| 2014  | King Rising 3                                                              | ✔️          |            | ✔️         |
| 2014  | Rampage 2                                                                  | ✔️          |            | ✔️         |
| 2015  | Anger of the Dead                                                          |             |            | ✔️         |
| 2015  | Morning Star                                                               |             |            | ✔️         |
| 2015  | Zombie Massacre 2: Reich of the Dead                                       |             |            | ✔️         |
| 2016  | Rampage 3 : President Down                                                 | ✔️          | ✔️         | ✔️         |

## Distinctions

### Nominations
- Festival Max Ophüls 1994 : Nommé au Prix Max Ophüls Award pour Amoklauf (1994).
- 26e cérémonie des Razzie Awards 2006 : Pire réalisateur pour Alone in the Dark (2005).
- 27e cérémonie des Razzie Awards 2007 : Pire réalisateur lors des Razzie Awards pour BloodRayne (2005).
- 27e cérémonie des Razzie Awards 2007 : Pire film lors des Razzie Awards pour BloodRayne (2005).
- 2008 : Leo Awards du meilleur long-métrage dramatique pour Evil Game (2007) partagé avec Stephen Hegyes (en), Shawn Williamson (en), Diane Boehme, Andrew Koster, Roma Khanna (en), Jonathan Shore et Brad Van Arragon.
- 29e cérémonie des Razzie Awards 2009 : Pire acteur dans un second rôle pour Postal (2007).

### Récompenses
- 2005 : The Stinkers Bad Movie Awards (en) du pire sens de la direction pour Alone in the Dark (2005).
- 2006 : The Stinkers Bad Movie Awards (en) du pire sens de la direction pour BloodRayne (2005).
- 2007 : New York City Horror Film Festival (en) des meilleurs effets spéciaux pour Seed (2007).
- 29e cérémonie des Razzie Awards 2009 : Remporte le prix pour la pire carrière.
- 29e cérémonie des Razzie Awards 2009 : Pire réalisateur pour King Rising, au nom du roi (2006), Postal (2007) et Tunnel Rats (2008).